# Baksztag

Baksztag jako element olinowania

Baksztag (z niem. Backstag) – lina olinowania stałego stabilizująca maszt, biegnąca od jego topu do okucia na burcie umieszczonego na odcinku między masztem a rufą bądź nazwa kursu względem wiatru.

## Baksztag jako element olinowania
Baksztagi są linami stosowanymi symetrycznie po obu burtach, w jednej lub dwu parach i należą do olinowania stałego (dawniej półstałego) – w każdej parze wybierana jest lina od strony nawietrznej, a przeciwległa jest luzowana aby nie przeszkadzała żaglowi.

## Baksztag jako kurs względem wiatru
Od nazwy liny pochodzi również nazwa kursu względem wiatru. Baksztag to kurs gdzie wiatr wieje z ukosa, w sektorze pomiędzy trawersem i rufą. Można wyróżnić baksztag ostry tj. bliższy półwiatrowi bądź pełny - bliższy fordewindowi.

## Baksztag jako wiatr

Baksztag jako kurs względem wiatru oznaczony jako D

Baksztagiem w żeglarstwie nazywany jest również wiatr wiejący pomiędzy półwiatrem, a fordewindem. Jest to najkorzystniejszy wiatr występujący w sportach jachtów żaglowych.